# Comerica Center
Le Comerica Center (anciennement Deja Blue Arena et Dr Pepper Arena) est une salle omnisports de 7 000 places située à Frisco au Texas. C'est le domicile de l'équipe de hockey le Tornado du Texas de la North American Hockey League ainsi que du Thunder de Frisco de l'Intense Football League.